# 哈肯萨克河
哈肯萨克河（英語：Hackensack River）是流经美国纽约州和新泽西州的一条河流，长约72km，注入紐約港的纽瓦克湾。哈肯萨克河流域涵盖了纽约下哈德遜河以西的郊区，与哈德遜河近似平行。19和20世紀遭工業污染，到21世紀初才隨著沿河製造業的衰退而有所好轉，但仍然受城市廢水排放的困擾。